# Blechnum malacothrix
Blechnum malacothrix là một loài thực vật có mạch trong họ Blechnaceae. Loài này được Maxon & C.V. Morton mô tả khoa học đầu tiên năm 1939.